# Tipus mòbils

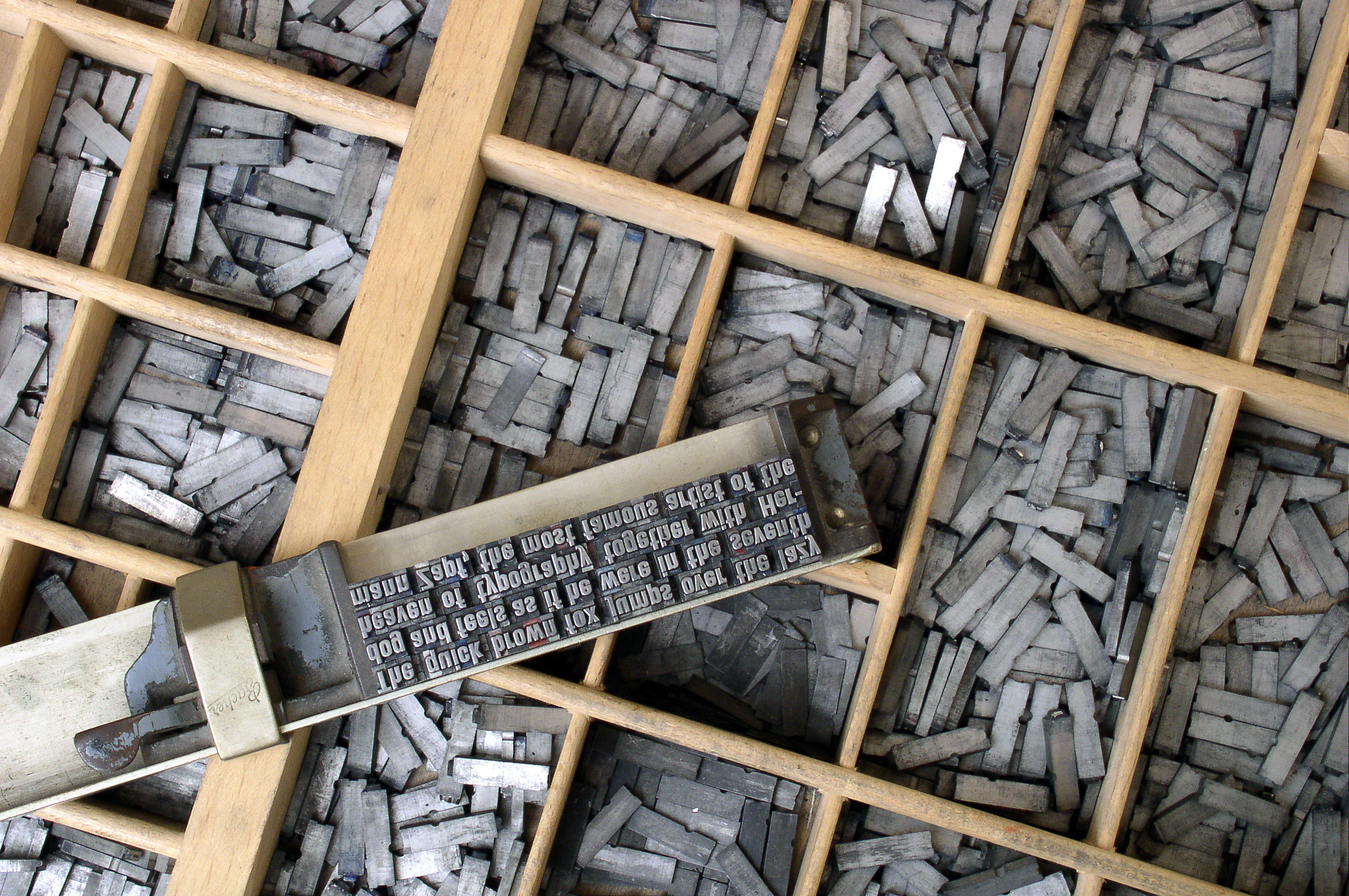
Una caixa de peces de tipus mòbils de metall fos i material tipogràfic.

Els tipus mòbils (movable type en anglès) són els components mòbils utilitzats en la tecnologia d'impressió anomenada tipografia, per reproduir, generalment sobre un suport  de paper, els elements d'un document, que solen estar compostos de caràcters alfanumèrics individuals o signes de puntuació.

## Història
Sovint s'ha atribuït a l'alemany Johannes Gutenberg el desenvolupament dels tipus mòbils. En realitat va ser el xinès Bi Sheng (990–1051) qui va desenvolupar, al voltant de 1040, durant la dinastia Song, el primer sistema de tipus mòbils per imprimir textos del que es té referència. La tecnologia era similar a usada en el jikji coreà de 1377 i la de la impremta que Gutenberg va utilitzar uns 400 anys més tard per produir les seves famoses edicions de la Bíblia.
La primera tecnologia d'impressió de tipus mòbils del món per a llibres de paper estava feta de materials de porcellana i es va inventar al voltant de l'any 1040 dC a la Xina durant la dinastia Song del Nord per l'inventor Bi Sheng (990–1051). Els primers diners impresos en paper amb tipus metàl·lics mòbils per imprimir el codi d'identificació dels diners es van fabricar el 1161 durant la dinastia Song. El 1193, un llibre de la dinastia Song documentava com utilitzar els tipus mòbils de coure.  El llibre més antic que es conserva imprès amb tipus metàl·lics mòbils, el Jikji, va ser imprès a Corea el 1377 durant la dinastia Goryeo.
La propagació d'ambdós sistemes de tipus mòbils es va limitar, fins a cert punt, principalment a l'Àsia oriental. La creació de la impremta a Europa pot haver estat influenciada per diversos informes esporàdics de la tecnologia de tipus mòbils portada a Europa per empresaris i missioners que tornaven a la Xina. Alguns d'aquests relats medievals europeus encara es conserven als arxius de les biblioteques del Vaticà i de la Universitat d'Oxford, entre molts altres.
Cap al 1450, l'orfebre alemany Johannes Gutenberg va inventar la impremta de tipus mòbils metàl·lics, juntament amb innovacions en la fosa dels tipus basades en una matriu i un motlle manual. El petit nombre de caràcters alfabètics necessaris per a les llengües europees va ser un factor important. Gutenberg va ser el primer a crear les seves peces tipogràfiques a partir d'un aliatge de plom, estany i antimoni, i aquests materials van romandre com a estàndard durant 550 anys.
Per a les escriptures alfabètiques, la configuració de la pàgina amb tipus mòbils era més ràpida que la impressió amb blocs de fusta. Les peces amb caràcters metàl·lics eren més resistents i les lletres eren més uniformes, cosa que va donar lloc a la tipografia i als tipus. L'alta qualitat i el preu relativament baix de la Bíblia de Gutenberg (1455) van establir la superioritat dels tipus mòbils a Europa i l'ús de les impremtes es va estendre ràpidament. La impremta es pot considerar un dels factors clau que van impulsar el Renaixement i, gràcies a la seva eficàcia, el seu ús es va estendre arreu del món.
La invenció de la composició tipogràfica de metall calent al segle XIX i els seus successors va provocar el declivi dels tipus mòbils al segle XX.

## Precursors dels tipus mòbils

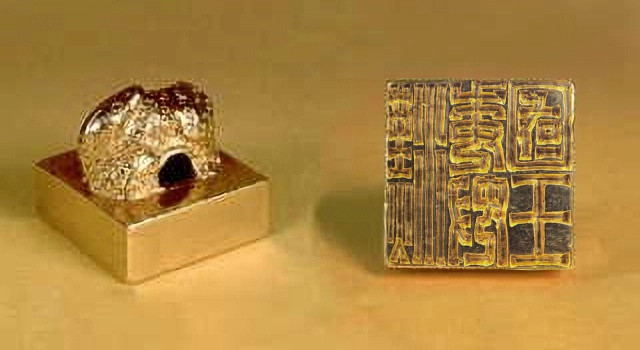
El segell d'or del rei de Na, atorgat per l'emperador Guangwu de Han a Wana (Japó Yayoi) l'any 57 AD

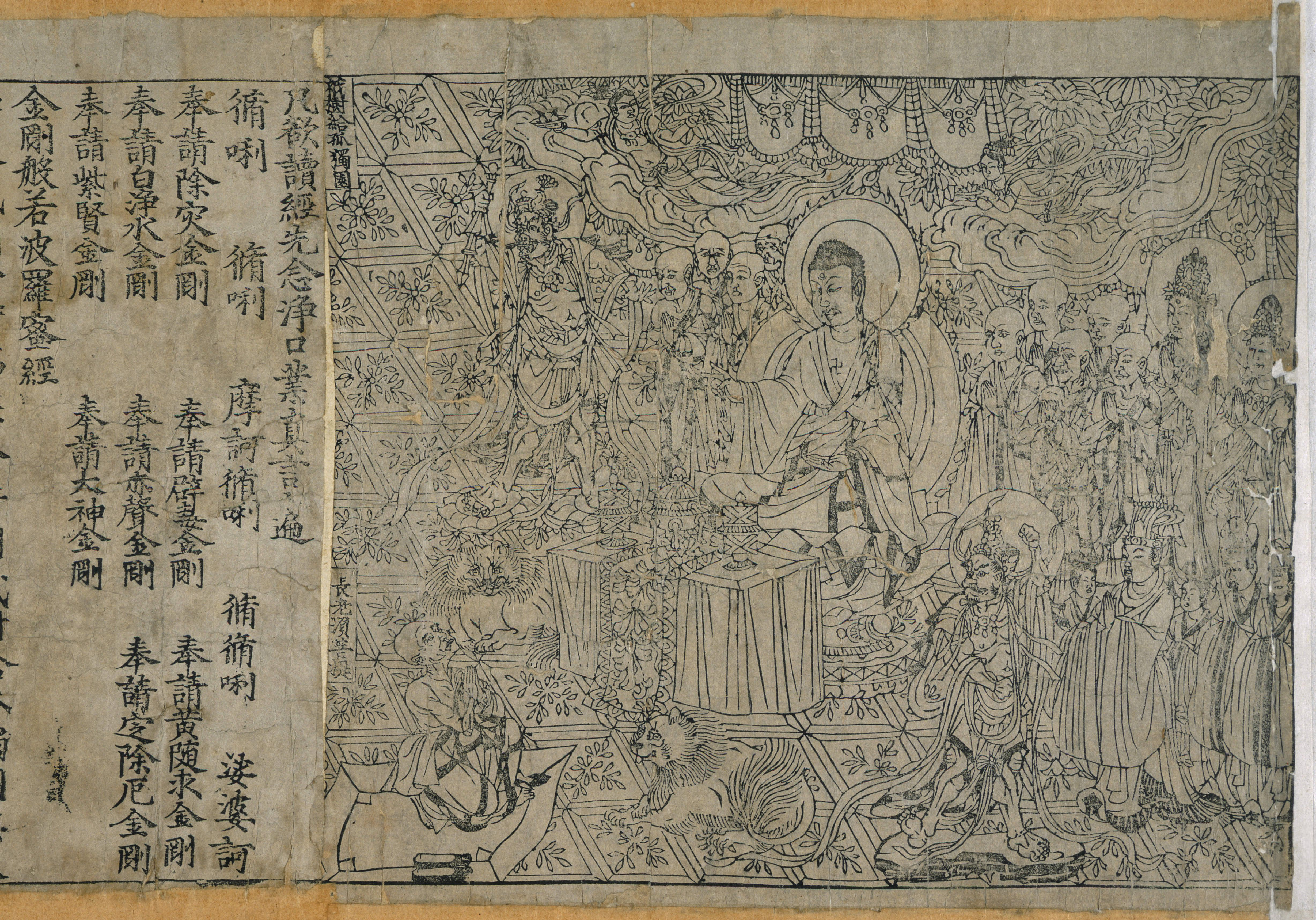
El frontispici intricat del Sutra del Diamant de la dinastia Tang de la Xina, el llibre imprès en fusta més antic que es conserva, 868 dC (Museu Britànic)

### Punxons de lletres i monedes
La tècnica d'imprimir múltiples còpies de símbols o glifs amb un punxó de tipus mestre fet de metall dur es va desenvolupar per primera vegada al voltant del 3000 aC a l'antic Sumer. Aquests tipus de punxons metàl·lics es poden considerar precursors dels punxons de lletres adaptats en mil·lennis posteriors a la impressió amb tipus metàl·lics mòbils. segells cilíndrics s'utilitzaven a Mesopotàmia per crear una impressió sobre una superfície fent rodar el segell sobre argila humida.

### Segells i timbres
Els segells i els timbres poden haver estat precursors dels tipus mòbils. L'espaiat desigual de les impressions en segells de maó trobats a les ciutats mesopotàmiques d'Uruk i Larsa, que daten del segon mil·lenni aC, ha estat conjecturat per alguns arqueòlegs com a prova que els segells es van fer amb tipus mòbils. L'enigmàtic Disc de Festos minoic de c. Un estudiós ha considerat el període comprès i el 1600 aC com un exemple primerenc d'un cos de text reproduït amb caràcters reutilitzables: podria haver estat produït prement "segells" jeroglífics preformats a l'argila tova. Alguns autors fins i tot consideren que el disc compleix tècnicament tots els criteris de definició per representar una incidència primerenca de la impressió de tipus mòbils. A Occident, la pràctica de segellar documents amb una insígnia personal o oficial impresa, normalment d'un anell de segell gastat, es va establir durant l'Imperi Romà i va continuar durant els imperis Bizantí i Sacre Imperi Romanogermànic, fins al segle XIX, quan es va convertir en costum la signatura humida.
Els segells a la Xina s'han utilitzat des d'almenys la dinastia Shang (segon mil·lenni aC). Als Zhou occidentals, els conjunts de segells s'embolicaven en blocs de tipus i s'utilitzaven en motlles d'argila per fondre bronzes. A finals del segle III aC, els segells també s'utilitzaven per imprimir en ceràmica. A les dinasties del Nord, les fonts textuals contenen referències a segells de fusta de fins a 120 caràcters.  Els segells tenien un element religiós. Els taoistes utilitzaven foques com a dispositius curatius imprimint caràcters terapèutics a la carn dels malalts. També s'utilitzaven per segellar aliments, creant un caràcter talismà per allunyar malalties. Les primeres evidències d'aquestes pràctiques van aparèixer en un context budista a mitjans del segle V dC. Segles més tard, es van utilitzar segells per crear centenars d'imatges de Buda.  Segons Tsien Tsuen-hsuin, els segells xinesos tenien un major potencial per convertir-se en tipus mòbils a causa de la seva forma quadrada, rectangular i plana, adequada per a una superfície d'impressió, mentre que els segells occidentals eren cilíndrics o scabarides, rodons o ovalats, i s'utilitzaven principalment per a imatges en lloc d'escriure. 

### Impressió amb blocs de fusta
Anteriorment, per escriure s'utilitzaven ossos, petxines, llesques de bambú, tauletes de metall, tauletes de pedra, seda i altres materials. Tanmateix, després de la invenció del paper durant la dinastia Han xinesa, els materials d'escriptura es van tornar més portàtils i econòmics. Tot i això, copiar llibres a mà encara requeria molta feina. No va aparèixer la impressió segellada i el monotip fins a l'era Xiping (172–178 dC), cap al final de la dinastia Han Oriental. Aquests s'utilitzaven per estampar dissenys sobre teixits i per imprimir textos.
Cap al segle VIII, durant la dinastia Tang, es va inventar la impressió amb bloc de fusta, que funcionava de la següent manera. Primer, l'escriptura impecablement copiada a mà s'enganxava sobre un cartró relativament gruixut i llis, amb la part frontal del paper enganxada al cartró, ja que el paper era tan prim que era transparent, i els caràcters es mostraven clarament a l'inrevés perquè cada traç es pogués reconèixer fàcilment. Aleshores, els talladors retallaven les parts del tauler que no formaven part del personatge, de manera que els personatges quedessin tallats en relleu, completament diferent dels tallats en calcografia. En imprimir, els caràcters inflats tenien una mica de tinta escampada i quedaven coberts de paper. Amb les mans dels treballadors movent-se suaument pel revers del paper, els caràcters s'hi imprimien. Durant la dinastia Song, la impressió amb blocs de fusta va arribar al seu apogeu. Tot i que la xilografia va tenir un paper influent en la difusió de la cultura, hi va haver alguns inconvenients importants. Tallar la planxa d'impressió requeria un temps, una mà d'obra i materials considerables. Tampoc era convenient guardar aquestes plaques i era difícil corregir errors.

#### Europa

La revolució de la impremta al segle XV: En poques dècades, unes 270 ciutats europees van adoptar la impressió de tipus mòbils.

Producció europea d'impressió de tipus mòbils des de Gutenberg fins al 1800

Johannes Gutenberg de Mainz, Alemanya, va inventar la impremta, utilitzant un sistema de tipus mòbils metàl·lics. Gutenberg, com a orfebre, coneixia les tècniques de tallar punxons per fer monedes a partir de motlles. Entre 1436 i 1450 va desenvolupar maquinari i tècniques per a la fosa de lletres a partir de matrius utilitzant un dispositiu anomenat motlle de mà. La invenció clau de Gutenberg i la seva contribució a la impressió de tipus mòbils a Europa, el motlle manual, va ser el primer mitjà pràctic de fer còpies barates de perforadores en les grans quantitats necessàries per imprimir llibres complets, convertint el procés d'impressió de tipus mòbils.
Gutenberg i els seus associats van desenvolupar tintes a base d'oli ideals per a la impressió amb premsa sobre paper, i les primeres tipografies llatines. El seu mètode de fosa de tipus pot haver estat diferent del motlle manual utilitzat en dècades posteriors. Una anàlisi detallada de la tipografia utilitzada a la seva Bíblia de 42 línies ha revelat irregularitats en alguns dels caràcters que no es poden atribuir a l'escampament de la tinta ni al desgast de la tipografia sota la pressió de la premsa. Els estudiosos conjecturen que les peces tipogràfiques podrien haver estat foses a partir d'una sèrie de matrius fetes amb una sèrie de punxons individuals, produint moltes versions diferents del mateix glif.

Edició amb tipus mòbils – c. 1920

El mètode utilitzat per Gutenberg implicava l'ús d'un únic punxó per fer un motlle, però el motlle era tal que el procés de treure el tipus pertorbava la fosa, causant variants i anomalies, i que el sistema punxó-matriu va començar a utilitzar-se possiblement al voltant de la dècada del 1470.
Això planteja la possibilitat que el desenvolupament dels tipus mòbils a Occident hagi estat progressiu en lloc d'una innovació puntual.
Cadascun d'aquests tipus mòbils conté un caràcter o símbol en relleu que està invertit especularment. La invenció dels tipus mòbils s'atribueix a Johannes Gutenberg, que no va inventar la impremta sinó "impremta de tipus mòbils" a occident, atès que ja s'havien utilitzat a la Xina milers d'anys abans (els ideogrames xinesos eren prou grans per a poder-los fer de fusta).
El sistema d'impressió de tipus mòbils de Gutenberg es va estendre ràpidament per Europa, des de la impremta de Mainz el 1457 fins a 110 premses el 1480, 50 de les quals a Itàlia. Venècia es va convertir ràpidament en el centre de l'activitat tipogràfica i d'impressió. Contribucions significatives van venir de Nicolas Jenson, Francesco Griffo, Aldus Manutius i altres impressors de finals del segle XV a Europa. El sistema d'impressió amb tipus mòbils de Gutenberg oferia diversos avantatges respecte a les tècniques anteriors de tipus mòbils. L'aliatge de plom, antimoni i estany utilitzat per Gutenberg tenia la meitat de la temperatura de fusió del bronze, cosa que facilitava la fosa dels tipus i afavoria l'ús de motlles de matriu metàl·lica reutilitzables en lloc dels motlles de sorra i argila d'un sol ús. L'ús d'aliatge d'antimoni va augmentar la duresa del tipus en comparació amb el plom i l'estany per millorar la durabilitat del tipus. La matriu metàl·lica reutilitzable permetia a un sol treballador experimentat produir entre 4.000 i 5.000 tipus individuals al dia, mentre que Wang Chen tenia artesans treballant durant dos anys per fabricar 60.000 tipus de fusta.

## Foneria tipogràfica
Antigament les matrius d'impressió consistien en planxes de fusta tallades. Cada vegada que es detectava un error calia tornar a tallar tota la planxa. A partir d'aquí van sorgir els tipus mòbils, que permetien compondre una pàgina, i si es cometia un error, únicament calia substituir el caràcter erroni. Atès que aquests tipus permetien ser usats una vegada i una altra, es va optar per fondre'ls en metall.

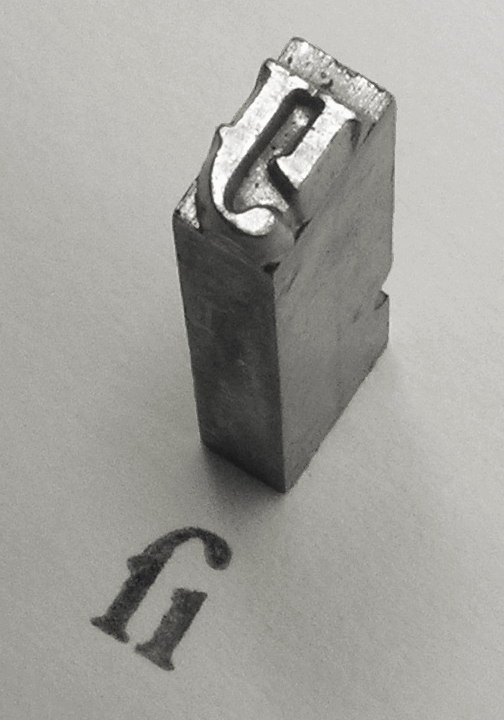
Un tipus mòbil de metall fos, S llarga d'estil Garamond

### Etapes
La foneria tipogràfica tal com es practica a Europa i Occident consta de tres etapes:
Punxons
Si el disseny del glif inclou espais tancats ( contraespai ), aleshores es fa un contrapunxó. Les formes de la contraforma es transfereixen en relleu ( camafeu ) a l'extrem d'una barra rectangular d'acer al carboni mitjançant una eina de gravat especialitzada anomenada graver. El contrapunxó acabat s'endureix mitjançant escalfament i tremp ( recuita ) o exposició a un compost de cianur calent ( enduriment per cementació ). El contrapunxó es colpeja contra l'extrem d'una barra d'acer rectangular similar —el punxó— per imprimir els contraespais com a espais rebaixats ( intaglio ). El perfil exterior del glif es completa raspant amb un gravador el material de fora dels espais del taulell, deixant només el traç o les línies del glif. El progrés cap al disseny acabat es comprova mitjançant successives proves de fum ; impressions temporals fetes a partir d'una fina capa de carboni dipositada a la superfície del punxó per la flama d'una espelma. El punxó acabat s'endureix finalment per suportar els rigors de la reproducció mitjançant el cop. Es produeix un contrapunxó i un perforador de lletra per cada lletra o glif que componen una font completa.
Matriu
El punxó s'utilitza per colpejar un dau en blanc de metall tou per fer un motlle de lletres negatives, anomenat matriu.
Motlle
La matriu s'insereix a la part inferior d'un dispositiu anomenat motlle de mà. El motlle es tanca amb subjecció i s'aboca un aliatge metàl·lic fos (compost principalment de plom i estany, amb una petita quantitat d'antimoni per endurir-lo) en una cavitat des de la part superior. L'antimoni té la rara propietat d'expandir-se en refredar-se, donant a la peça de fosa vores afilades. Quan el metall tipus s'ha refredat prou, el motlle es desbloqueja i es forma un bloc rectangular d'aproximadament 4 cm (1.6 in) de llarg, anomenada ordenació, s'extreu. L'excés de fosa a l'extrem de la classificació, anomenat espiga, s'elimina posteriorment per fer que la classificació tingui l'alçada precisa necessària per a la impressió, coneguda com a "alçada del tipus".